# Billy Crystal
William Edward Crystal, detto Billy (New York, 14 marzo 1948), è un attore, comico, cabarettista, sceneggiatore, regista, conduttore televisivo, produttore cinematografico e produttore televisivo statunitense.

## Biografia
Crystal nasce nell'Upper East Side di Manhattan (New York), il 14 marzo del 1948 in una famiglia ebraica ashkenazita di origini austriache e russe, ultimogenito dei tre figli di Jack Crystal (1909-1963), proprietario e gestore del Commodore Music Store, fondato dal suocero Julius Gabler, e di Helen Gabler (1914-2001), una casalinga. Il padre fu anche particolarmente attivo presso la Commodore Records, casa discografica fondata dal fratello della moglie, Milt Gabler. Proprio per questa attività è capitato spesso che a casa Crystal sostassero star del jazz, come per esempio Arvell Shaw, Pee Wee Russell, Eddie Condon e Billie Holiday.
Billy, cresciuto inizialmente nel Bronx, in seguito si trasferì con la famiglia a Long Beach, sull'isola di Long Island (nello Stato di New York), dove si diplomò presso la Long Beach High School nel 1965. All'età di 15 anni, il padre, da alcuni anni rimasto senza lavoro, morì stroncato da un infarto. Questa tragedia però non cambia il carattere di Billy, ragazzo sempre pronto alla battuta e dotato di grande ironia. Nonostante il suo indubbio talento per lo spettacolo il sogno che il giovane Billy prova a inseguire è quello del baseball. Gli insegnamenti del padre, che era stato un discreto giocatore ai tempi dell'università, gli permettono di ricevere dalla Marshall University della Virginia Occidentale un'offerta per seguire soprattutto il loro programma sportivo.
Ma dopo solo un anno l'università interrompe il programma e Billy, senza avere giocato nemmeno una partita, preferisce tornarsene a New York e frequentare il Nassau Community College. Qui conosce una ballerina, Janice Goldfinger, che sarà prima la sua fidanzata e, dal 1970, sua moglie e quindi la madre delle sue due figlie, Jennifer (1973) e Lindsay (1977). Nel 2003 diventa nonno per la prima volta di Ella, figlia di Jennifer.
Passa a seguire il corso di Regia cinematografica e televisiva tenuto fra gli altri da Martin Scorsese alla New York University. Dopo la laurea, nel 1970 per un po' si dà all'insegnamento da supplente a Long Island fin quando non comincia a esibirsi come cabarettista riuscendo pian piano a farsi strada. Nel 1976 si trasferisce a Los Angeles, in California, dove fa molti provini per la Tv fino a quando non riesce a sfondare grazie all'interpretazione di un omosessuale nella serie Bolle di sapone: si tratta del primo ruolo da protagonista riservato a un personaggio dichiaratamente gay in una serie tv americana.
Il grande successo spinge la serie fino alla quarta annata, nel 1981, quando Billy Crystal è ormai un personaggio televisivo affermato, ospitato in moltissimi show. Nel 1982 ha già uno show tutto suo, The Billy Crystal Comedy Hour ma l'altro grande salto di popolarità lo deve alla fortunatissima trasmissione Saturday Night Live, nella quale aveva già preso parte per un unico sketch nel 1976, quando entra nel cast fisso a partire dal 1984. Proprio con la grande notorietà conseguita con il SNL riesce a introdursi nel mondo del cinema. Dopo una piccola apparizione nel film di Rob Reiner, This Is Spinal Tap (1984), con Una perfetta coppia di svitati (1986) al fianco di Gregory Hines, si rivela al pubblico di tutto il mondo. Danny DeVito lo vuole accanto a sé nella commedia nera Getta la mamma dal treno (1987), poi affianca JoBeth Williams in Alla scoperta di papà (1988), quindi accanto a Meg Ryan in Harry, ti presento Sally... (1989) è protagonista di un successo straordinario che lo consacra come attore a tutto tondo, non più solamente comico.
Nel 1990 viene scelto per la conduzione della grande serata di consegna degli Oscar. La sua verve e bravura lo portano a essere scelto per ricoprire questo ambito ruolo altre otto volte. In questa veste molti lo considerano secondo solo al leggendario Bob Hope. Un altro grande successo cinematografico è la commedia avventurosa Scappo dalla città - La vita, l'amore e le vacche (1991), mentre è meno fortunato il suo debutto come regista in Mr. sabato sera (1992), commedia amara che ha finito per raccogliere pochi consensi sia dalla critica sia dal pubblico.

Poco più apprezzata la sua seconda opera da regista, Forget Paris (1995), commedia sentimentale con Debra Winger. Lavora per grandi registi come Kenneth Branagh per Hamlet (1996), e Woody Allen per Harry a pezzi (1997), quindi al fianco di Robert De Niro riscuote un grandissimo successo di critica e di pubblico con l'esilarante Terapia e pallottole (1999), che ha avuto anche un seguito.
Billy Crystal ha prestato la sua voce a molti cartoni animati per il grande e piccolo schermo e nel 2004 è ritornato dopo quattordici anni a esibirsi in giro per i teatri degli Stati Uniti con un monologo comico sul genere di quelli che gli dettero i primi successi, ma questa volta incentrato tutto sulla sua vita, in particolare sulla sua giovinezza, intitolato 700 Sundays (traduzione: 700 domeniche; dal calcolo delle domeniche che ha vissuto con suo padre ancora vivo). Per questo spettacolo ha guadagnato un premio Tony per il miglior evento teatrale dell'anno. Nello stesso anno ha avuto un grandissimo successo editoriale con la pubblicazione della storia per bambini I Already Know I Love You (traduzione: So già di amarti) ispirata dalla nascita della sua nipotina. Dopo l'abbandono da parte di Eddie Murphy è stato scelto come conduttore dei Premi Oscar 2012. Nello stesso anno partecipa al film Parental Guidance. Nel 2013 è stato inserito nella lista delle Disney Legends.
È un tifoso dei Los Angeles Clippers, squadra di basket della NBA.

## Riconoscimenti
- Blockbuster Entertainment Awards 2000: Miglior gruppo comico (condiviso con Robert De Niro) per Terapia e pallottole

## Filmografia

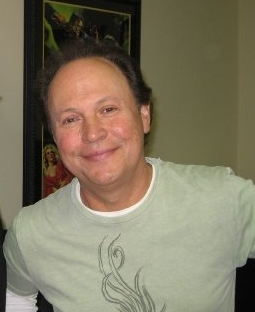
Billy Crystal a Santa Monica nel 2010

### Attore

#### Cinema
- Rabbit Test, regia di Joan Rivers (1978)
- Enola Gay: The Men, the Mission, the Atomic Bomb, regia di David Lowell Rich (1980)
- This Is Spinal Tap, regia di Rob Reiner (1984)
- Una perfetta coppia di svitati (Running Scared), regia di Peter Hyams (1986)
- La storia fantastica (The Princess Bride), regia di Rob Reiner (1987)
- Getta la mamma dal treno (Throw Momma from the Train), regia di Danny DeVito (1987)
- Alla scoperta di papà (Memories of Me), regia di Henry Winkler (1988)
- Harry, ti presento Sally... (When Harry Met Sally...), regia di Rob Reiner (1989)
- Scappo dalla città - La vita, l'amore e le vacche (City Slickers), regia di Ron Underwood (1991)
- Mr. sabato sera (Mr. Saturday Night), regia di Billy Crystal (1992)
- Scappo dalla città 2 (City Slickers II: The Legend of Curly's Gold), regia di Paul Weiland (1994)
- Forget Paris, regia di Billy Crystal (1995)
- Hamlet, regia di Kenneth Branagh (1996)
- Harry a pezzi (Deconstructing Harry), regia di Woody Allen (1997)
- Due padri di troppo (Father's Day), regia di Ivan Reitman (1997)
- My Giant, regia di Michael Lehmann (1998)
- Terapia e pallottole (Analyze This), regia di Harold Ramis (1999)
- Le avventure di Rocky e Bullwinkle (The Adventures of Rocky & Bullwinkle), regia di Des McAnuff (2000)
- I perfetti innamorati (America's Sweethearts), regia di Joe Roth (2001)
- Un boss sotto stress (Analyze That), regia di Harold Ramis (2002)
- L'acchiappadenti, regia di Michael Lembeck (2010)
- Small Apartments, regia di Jonas Åkerlund (2012)
- Parental Guidance, regia di Andy Fickman (2012)
- Untogether, regia di Emma Forrest (2018)
- Stai con me oggi? (Here Today), regia di Billy Crystal (2021)

#### Televisione
- Soap – serie TV (1976-1981)
- Saturday Night Live (1984-1985)
- In Search of Dr. Seuss, regia di Vincent Paterson – film TV (1994)
- Friends – serie TV, 1 episodio (1997)
- The Comedians - serie TV, 13 episodi (2015)
- Modern Family - serie TV, 1 episodio (2018)

### Regista

#### Cinema
- Mr. sabato sera (Mr. Saturday Night) (1992)
- Forget Paris (1995)
- Stai con me oggi? (Here Today) (2021)

#### Televisione
- Billy Crystal: Don't Get Me Started (1986) - documentario
- 61* (2001) - Film TV

## Doppiaggio
- Mike Wazowski in Monsters & Co., La nuova macchina di Mike, Cars - Motori ruggenti, Monsters University, Centro Feste, Monsters & Co. la serie - Lavori in corso!
- Calcifer in Il castello errante di Howl - versione in lingua inglese

## Doppiatori italiani
Nelle versioni in italiano dei suoi film, è stato doppiato da:
- Marco Mete in Scappo dalla città 2, I perfetti innamorati, Modern Family, Before
- Massimo Rossi in Terapia e pallottole, Un boss sotto stress, Small Apartments, Nella mente di Robin Williams
- Tonino Accolla in Harry, ti presento Sally..., Scappo dalla città - La vita, l'amore e le vacche, Mr. sabato sera
- Massimo Giuliani in Una perfetta coppia di svitati, Getta la mamma dal treno
- Luca Biagini in Forget Paris, Harry a pezzi
- Sandro Acerbo in Friends, Due padri di troppo
- Silvio Spaccesi in La storia fantastica
- Marcello Cortese in Alla scoperta di papà
- Ugo Maria Morosi in Hamlet
- Giorgio Melazzi in My Giant
- Ambrogio Colombo in L'acchiappadenti
- Vittorio Guerrieri in Parental Guidance
- Franco Mannella in Stai con me oggi?

Da doppiatore è sostituito da:
- Tonino Accolla in Monsters & Co., La nuova macchina di Mike, Cars - Motori ruggenti
- Sandro Acerbo in Monsters University, Centro Feste, Monsters & Co. la serie - Lavori in corso!
- Roberto Certomà in Frasier